# Donja Brezna
Donja Brezna este un sat din comuna Plužine, Muntenegru. Conform datelor de la recensământul din 2003, localitatea are 205 locuitori (la recensământul din 1991 erau 255 de locuitori).

## Demografie
În satul Donja Brezna locuiesc 156 de persoane adulte, iar vârsta medie a populației este de 39,1 de ani (36,5 la bărbați și 42,3 la femei). În localitate sunt 57 de gospodării, iar numărul mediu de membri în gospodărie este de 3,60.
Populația localității este foarte eterogenă.
|  |

| Demografie | Demografie | Demografie |
| An         | Locuitori  | Locuitori  |
| ---------- | ---------- | ---------- |
|            |            |            |
|            |            |            |
|            |            |            |
|            |            |            |
| 1948       | 88         |            |
| 1953       | 111        |            |
| 1961       | 201        |            |
| 1971       | 263        |            |
| 1981       | 315        |            |
| 1991       | 255        | 255        |
| 2003       | 208        | 205        |

| \| Componența etnică conform recensământului din 2003[2] \| Componența etnică conform recensământului din 2003[2] \| Componența etnică conform recensământului din 2003[2] \| Componența etnică conform recensământului din 2003[2] \| Componența etnică conform recensământului din 2003[2] \| \| ----------------------------------------------------- \| ----------------------------------------------------- \| ----------------------------------------------------- \| ----------------------------------------------------- \| ----------------------------------------------------- \| \| \| \| \| \| \| \| Sârbi \| Sârbi \| \| 99 \| 48,29% \| \| Muntenegreni \| Muntenegreni \| \| 68 \| 33,17% \| \| necunoscută \| necunoscută \| \| 0 \| 0% \| |              |  |    |        |
| Componența etnică conform recensământului din 2003 |              |  |    |        |
| |              |  |    |        |
| Sârbi | Sârbi        |  | 99 | 48,29% |
| Muntenegreni | Muntenegreni |  | 68 | 33,17% |
| necunoscută | necunoscută  |  | 0  | 0%     |